# حبر (إب)

تعديل مصدري - تعديل

حبر محلة تابعة لقرية صرعدد، التابعة لعزلة بني محرم بمديرية إب إحدى مديريات محافظة إب في الجمهورية اليمنية.، بلغ تعداد سكانها 97 حسب تعداد اليمن لعام 2004.